# Mad Max (відеогра)
Mad Max (Шалений Макс) — відеогра з видом від третьої особи, суміші жанрів відкритий світ та пригодницький екшн, розроблена студією Avalanche Studios та видана Warner Bros. Interactive Entertainment версіями для PlayStation 4, Xbox One і PC. Перший релізний продаж, у країнах Пн. Америки, відбувся 1 вересня 2015. Тематичним базисом проекту стала антиутопічна серія «Скажений Макс» Джорджа Міллера та Байрона Кеннеді. Дія розгортається в постапокаліптичному світі-пустелі.

## Ігровий процес
Переважна частина сюжету проходить у, меншій мірі, безпосередніх контактних боях по захопленню чи зруйнуванню ворожих баз з ресурсами, та, в більшій, автодуелях на трасах. Також присутні геть незначні стратегічно-рольові елементи. Умовні союзники, до появи Макса з Бляхарем, фактично не контролюють жодного клаптя території поза межами своєї бази — усі регіони на початку кампанії підконтрольні намісникам Скротуса. Наземні рукопашні бої не відзначаються особливою складністю реалізації проте є досить динамічними та ефектними, що місцями за виконанням нагадує слешер. У випадку великої кількості супротивників двобої потребують концентрації у керуванні та певного розподілу засобів. Значно ліпше реалізовані автобаталії. Додаткові авто можливо здобувати у битвах чи збирати «архангели», основна додатково споряджається зброєю — вогнеметами, гарматами та гаком різної потужності, і складовими — двигуни, шини, нітро, шипований захист, наколісні різаки тощо. Присутня й лінія розвитку засобів та вмінь для контактного бою. Кількадесят апгрейдів задля виживання та знищення ворога.
| Агрегатор    | Оцінка                                 |
| ------------ | -------------------------------------- |
| GameRankings | (PC) 72.94% (XONE) 70,69% (PS4) 70,35% |
| Metacritic   | (PC) 73/100 (XONE) 73/100 (PS4) 69/100 |

| Видання       | Оцінка      |
| ------------- | ----------- |
| Destructoid   | 7/10        |
| Eurogamer     | Recommended |
| Game Informer | 7.5/10      |
| GameSpot      | 6/10        |
| GamesRadar+   | [ 13 ]      |
| GameTrailers  | 7.4/10      |
| IGN           | 8.4/10      |
| Polygon       | 5.5/10      |

| Видання | Оцінка |
| ------- | ------ |
| PlayUA  | 63/100 |